# Mistrzostwa Polski w Łyżwiarstwie Szybkim na Dystansach 2018
32. Mistrzostwa Polski w Łyżwiarstwie Szybkim na Dystansach 2018 odbyły się w dniach 27–29 października 2017 roku na torze Arena Lodowa Tomaszów Mazowiecki. Były to pierwsze w historii mistrzostwa Polski rozegrane w hali.
Zawody o mistrzostwo Polski w wyścigach drużynowych rozegrano podczas mistrzostw Polski w wieloboju sprinterskim w dniach 16–17 grudnia 2017

## Obrońcy tytułów
| Konkurencja                 | Mężczyźni           | Kobiety             |
| --------------------------- | ------------------- | ------------------- |
| 500 metrów                  | Artur Nogal         | Natalia Czerwonka   |
| 1000 metrów                 | Zbigniew Bródka     | Natalia Czerwonka   |
| 1500 metrów                 | Konrad Niedźwiedzki | Natalia Czerwonka   |
| 5000 metrów / 3000 metrów   | Jan Szymański       | Katarzyna Woźniak   |
| 10 000 metrów / 5000 metrów | Adrian Wielgat      | Magdalena Czyszczoń |
| Start masowy                | Marcin Bachanek     | Karolina Bosiek     |

## Kobiety
| Konkurencja  | 1. miejsce                                        | Rezultat | 2. miejsce                                   | Rezultat | 3. miejsce                                        | Rezultat |
| 500 m        | Natalia Czerwonka (MKS Zagłębie Lubin)            | 39.52    | Kaja Ziomek (MKS Cuprum Lubin)               | 40.06    | Andżelika Wójcik (AZS-AWF Katowice)               | 40.67    |
| 1000 m       | Natalia Czerwonka (MKS Zagłębie Lubin)            | 1:17.44  | Katarzyna Bachleda-Curuś (AZS-AWF Katowice)  | 1:18.86  | Karolina Bosiek (Pilica Tomaszów Mazowiecki)      | 1:20.04  |
| 1500 m       | Natalia Czerwonka (MKS Zagłębie Lubin)            | 1:59.17  | Katarzyna Bachleda-Curuś (AZS-AWF Katowice)  | 2:01.03  | Luiza Złotkowska (UKS Sparta Grodzisk Mazowiecki) | 2:02.14  |
| 3000 m       | Katarzyna Bachleda-Curuś (AZS-AWF Katowice)       | 4:15.17  | Karolina Bosiek (Pilica Tomaszów Mazowiecki) | 4:16.04  | Katarzyna Woźniak (AZS-AWF Katowice)              | 4:17.08  |
| 5000 m       | Magdalena Czyszczoń (AZS-AWF Katowice)            | 7:22.03  | Aleksandra Goss (Stoczniowiec Gdańsk)        | 7:28.91  | Katarzyna Woźniak (AZS-AWF Katowice)              | 7:32.00  |
| Start masowy | Luiza Złotkowska (UKS Sparta Grodzisk Mazowiecki) | 60       | Katarzyna Bachleda-Curuś (AZS-AWF Katowice)  | 40       | Magdalena Czyszczoń (AZS-AWF Katowice)            | 20       |

## Mężczyźni
| Konkurencja  | 1. miejsce                               | Rezultat | 2. miejsce                               | Rezultat | 3. miejsce                                  | Rezultat |
| 500 m        | Artur Waś (Fundacja ŁiSW Legia Warszawa) | 35.13    | Piotr Michalski (SKŁ Górnik Sanok)       | 35.96    | Artur Nogal (Fundacja ŁiSW Legia Warszawa)  | 36.03    |
| 1000 m       | Konrad Niedźwiedzki (AZS-AWF Katowice)   | 1:10.08  | Artur Waś (Fundacja ŁiSW Legia Warszawa) | 1:10.56  | Sebastian Kłosiński (Orzeł Elbląg)          | 1:10.83  |
| 1500 m       | Konrad Niedźwiedzki (AZS-AWF Katowicee)  | 1:48.11  | Jan Szymański (AZS-AWF Poznań)           | 1:49.16  | Sebastian Kłosiński (Orzeł Elbląg)          | 1:50.50  |
| 5000 m       | Jan Szymański (AZS-AWF Poznań)           | 6:37.50  | Konrad Niedźwiedzki (AZS-AWF Katowice)   | 6:38.11  | Adrian Wielgat (Orzeł Elbląg)               | 6:38.67  |
| 10 000 m     | Jan Szymański (AZS-AWF Poznań)           | 13:51.55 | Adrian Wielgat (Orzeł Elbląg)            | 13:52.05 | Roland Cieślak (Pilica Tomaszów Mazowiecki) | 13:53.73 |
| Start masowy | Konrad Niedźwiedzki (AZS-AWF Katowice)   | 60       | Marcin Bachanek (Stoczniowiec Gdańsk)    | 40       | Roland Cieślak (Pilica Tomaszów Mazowiecki) | 20       |